# 高梨俊一
高梨 俊一（たかなし しゅんいち）は、日本の法学者・ゲームデザイナー。日本大学理工学部教授を務め、現在は日本大学理工学部講師。専攻は民法で、『不動産法律セミナー』などの雑誌で司法書士・宅地建物取引士試験受験者向けの記事も執筆している。

## 人物
ロングセラー『口語民法』の著者であり、日本大学総長を務めた民法学者・高梨公之の長男。趣味は子供の頃より漫画を描くこと。手塚賞を受賞したとの噂があるが本人は否定している。
本業の傍ら、『シミュレイター』（終刊）『コマンドマガジン日本版』などで、趣味とするシミュレーションゲーム、テーブルトーク・ロールプレイングゲームのゲームデザインや批評も行っている。

## シミュレーションゲームにおける業績
アドテクノスより発売されたヒストリカルウォー・シミュレーションゲーム『壬申の乱』『レッドサン・ブラッククロス』をデザインした。さらに雑誌タクテクス（ホビージャパン）の付録として『第三帝国の戦争経済（ドイッチュラント・ウンターゲルト）』などを発表した。
テーブルトーク・ロールプレイングゲーム関連では、エポック社から発売された『ルール・ザ・ワールド』のゲームデザインを担当。また、上記のタクテクス誌にて、本来のルールで有能なキャラクターを作成すれば壮年以上になる『トラベラー』で12～17歳の若年層キャラクターを活躍させるというハウスルール『ヤングトラベラー』を発表した。

## その他
佐藤大輔の架空戦記小説『レッドサン・ブラッククロス』には、高梨をモデルとした法務士官が登場する。この小説は前述した同名のシミュレーションゲームを原作としており、高梨と佐藤は共にデザイナーとしてゲームの根本に関わっていた。